# Sticky & Sweet Tour

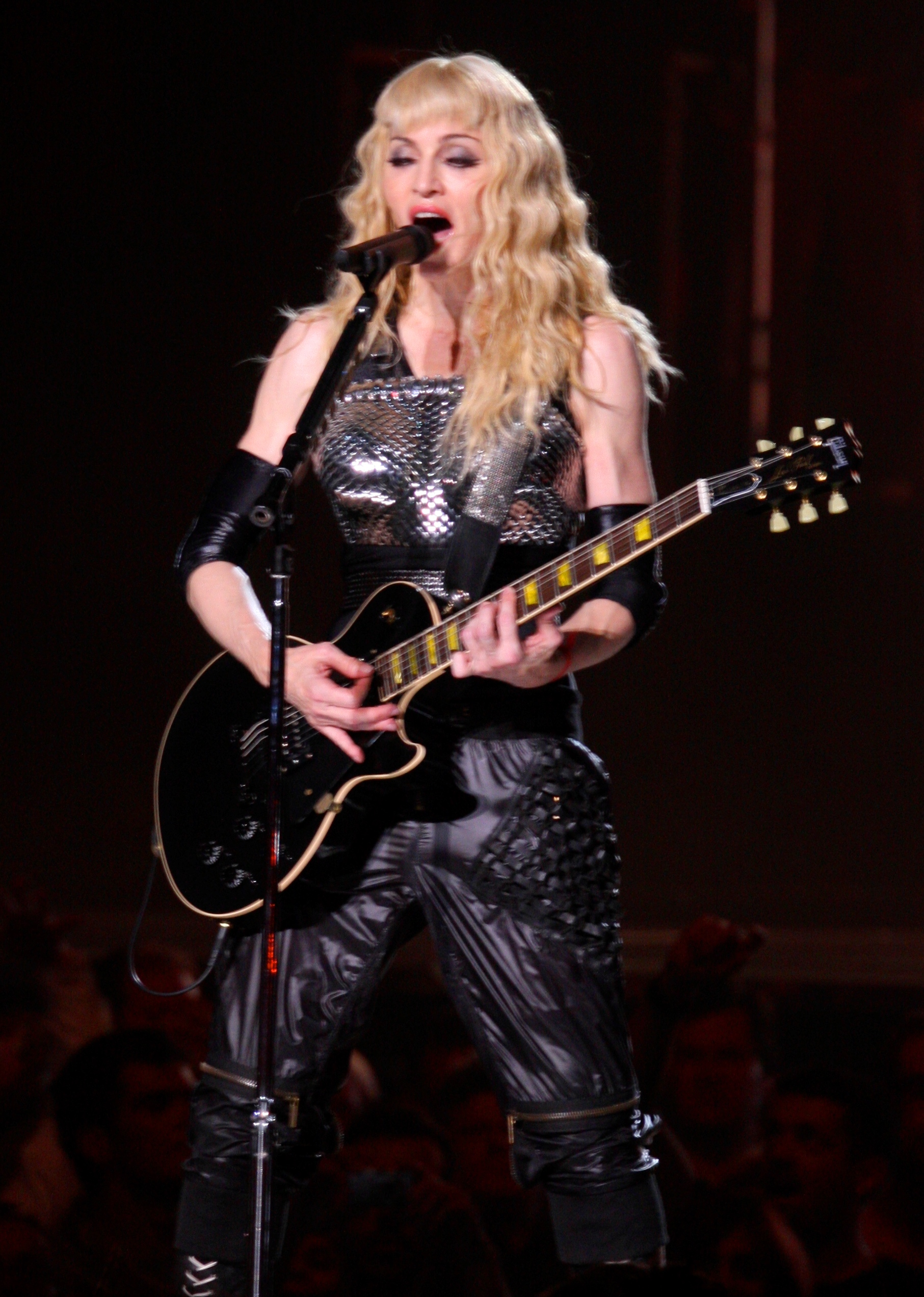
Madonna framförde Ray of Light under The Sticky & Sweet Tour

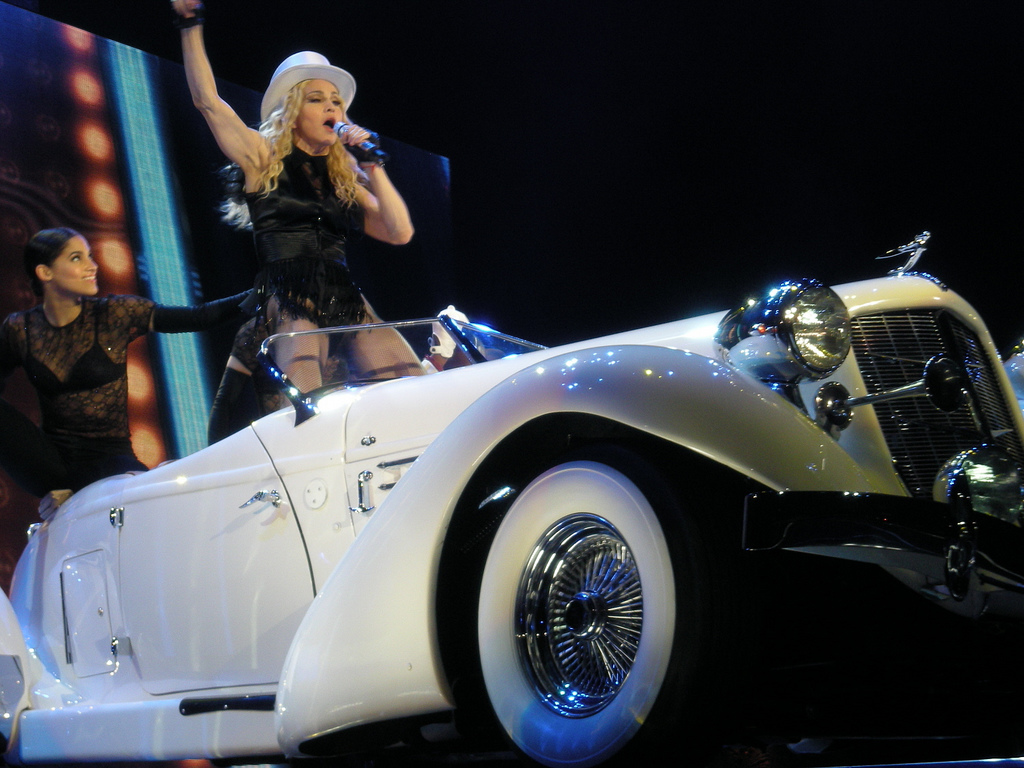
Madonna framförde Beat Goes On under The Sticky & Sweet Tour

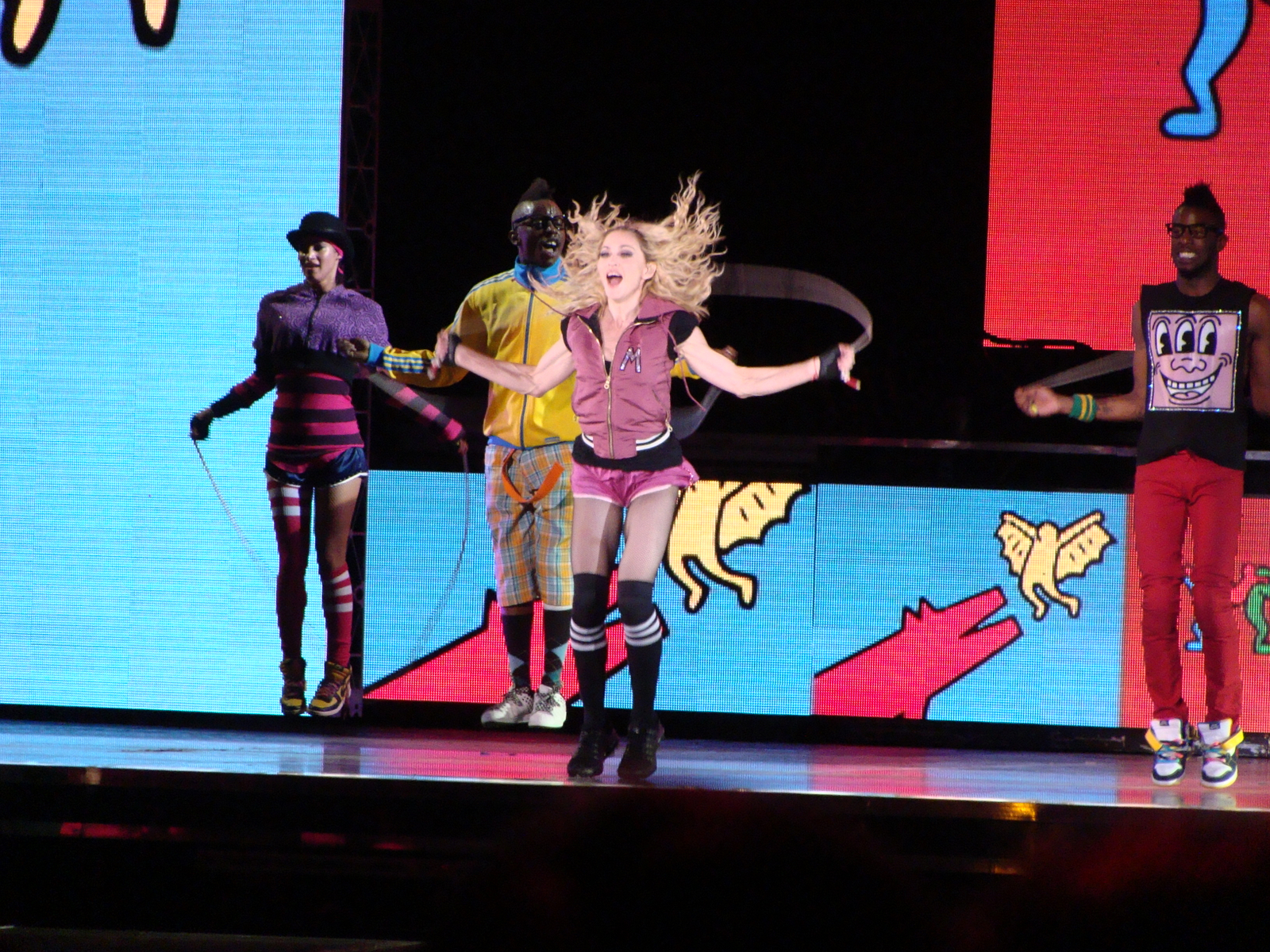
Madonna hoppade hopprep och framförde Into The Groove under The Sticky & Sweet Tour

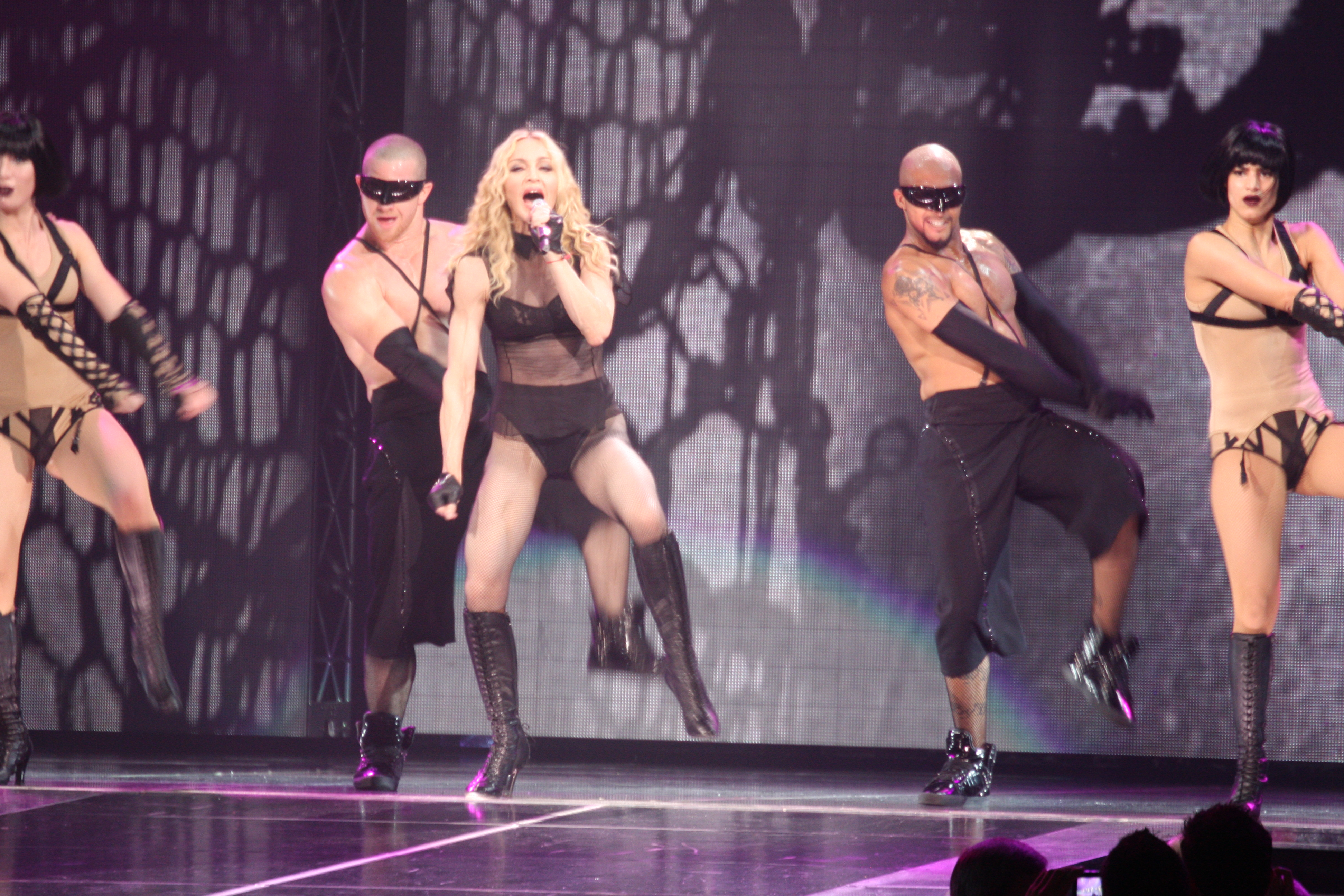
Madonna med dansare i Vogue under The Sticky & Sweet Tour

Sticky & Sweet Tour är sångerskan Madonnas åttonde turné. Turnén startade den 23 augusti 2008 i Cardiff, Wales, Storbritannien. Turnén hade drygt 3,5 miljoner biljetter tillgängliga varav i stort sett samtliga såldes. De två konserterna i Sverige såldes slut samma dag biljetterna släpptes.

## Låtlista
2008
1. Candy Shop
2. Beat Goes On
3. Human Nature
4. Vogue
5. Die Another Day (Remix) (Video mellanspel)
6. Into The Groove
7. Heartbeat
8. Borderline
9. She's Not Me
10. Music
11. Rain (Video mellanspel)
12. Devil Wouldn't Recognize You
13. Spanish Lession
14. Miles Away
15. La Isla Bonita
16. Doli Doli (Dans mellanspel)
17. You Must Love Me
18. Get Stupid (Video mellanspel)
19. 4 Minutes
20. Like a Prayer
21. Ray of Light
22. Hung Up
23. Give It 2 Me

2009
1. Candy Shop
2. Beat Goes On
3. Human Nature
4. Vogue
5. Die Another Day (Remix) (Video mellanspel)
6. Into The Groove
7. Holiday
8. Dress You Up
9. She's Not Me
10. Music
11. Rain (Video mellanspel)
12. Devil Wouldn't Recognize You
13. Spanish Lession
14. Miles Away
15. La Isla Bonita
16. Doli Doli (Dans mellanspel)
17. You Must Love Me
18. Get Stupid (Video mellanspel)
19. 4 Minutes
20. Like a Prayer
21. Frozen
22. Ray of Light
23. Give It 2 Me

## Turnédatum
| Datum             | Stad             | Land           | Konsertplats                     |
| ----------------- | ---------------- | -------------- | -------------------------------- |
| Europa            |                  |                |                                  |
| 23 augusti 2008   | Cardiff          | Storbritannien | Millennium Stadium               |
| 26 augusti 2008   | Nice             | Frankrike      | Stade Charles Ehrmann            |
| 28 augusti 2008   | Berlin           | Tyskland       | Berlins Olympiastadion           |
| 30 augusti 2008   | Zürich           | Tyskland       | Military Airfield                |
| 2 september 2008  | Amsterdam        | Nederländerna  | Amsterdam Arena                  |
| 4 september 2008  | Düsseldorf       | Tyskland       | LTU Arena                        |
| 6 september 2008  | Rom              | Italien        | Roms Olympiastadion              |
| 9 september 2008  | Frankfurt        | Tyskland       | Commerzbank-Arena                |
| 11 september 2008 | London           | Storbritannien | Wembley Stadium                  |
| 14 september 2008 | Lissabon         | Portugal       | Parque Bela Vista                |
| 16 september 2008 | Sevilla          | Spanien        | Sevillas Olympiastadion          |
| 18 september 2008 | Valencia         | Spanien        | Circuito Ricardo Tormo Cheste    |
| 20 september 2008 | Paris            | Frankrike      | Stade de France                  |
| 21 september 2008 | Paris            | Frankrike      | Stade de France                  |
| 23 september 2008 | Wien             | Österrike      | Danube Island                    |
| 25 september 2008 | Budva            | Montenegro     | Jaz Beach                        |
| 27 september 2008 | Aten             | Grekland       | Atens Olympiastadion             |
| Nordamerika       |                  |                |                                  |
| 4 oktober 2008    | East Rutherford  | USA            | Izod Center                      |
| 6 oktober 2008    | New York         | USA            | Madison Square Garden            |
| 7 oktober 2008    | New York         | USA            | Madison Square Garden            |
| 11 oktober 2008   | New York         | USA            | Madison Square Garden            |
| 12 oktober 2008   | New York         | USA            | Madison Square Garden            |
| 15 oktober 2008   | Boston           | USA            | TD BankNorth Garden              |
| 16 oktober 2008   | Boston           | USA            | TD BankNorth Garden              |
| 18 oktober 2008   | Toronto          | Kanada         | Air Canada Centre                |
| 19 oktober 2008   | Toronto          | Kanada         | Air Canada Centre                |
| 22 oktober 2008   | Montreal         | Kanada         | Bell Centre                      |
| 23 oktober 2008   | Montreal         | Kanada         | Bell Centre                      |
| 26 oktober 2008   | Chicago          | USA            | United Center                    |
| 27 oktober 2008   | Chicago          | USA            | United Center                    |
| 30 oktober 2008   | Vancouver        | Kanada         | BC Place                         |
| 1 november 2008   | Oakland          | USA            | Oracle Arena                     |
| 2 november 2008   | Oakland          | USA            | Oracle Arena                     |
| 4 november 2008   | San Diego        | USA            | Petco Park                       |
| 8 november 2008   | Las Vegas        | USA            | MGM Grand Garden Arena           |
| 9 november 2008   | Las Vegas        | USA            | MGM Grand Garden Arena           |
| 11 november 2008  | Denver           | USA            | Pepsi Center                     |
| 12 november 2008  | Denver           | USA            | Pepsi Center                     |
| 16 november 2008  | Houston          | USA            | Minute Maid Park                 |
| 18 november 2008  | Detroit          | USA            | Ford Field                       |
| 20 november 2008  | Philadelphia     | USA            | Wachovia Center                  |
| 22 november 2008  | Atlantic City    | USA            | Boardwalk Hall                   |
| 24 november 2008  | Atlanta          | USA            | Philips Arena                    |
| 26 november 2008  | Miami            | USA            | Dolphin Stadium                  |
| 29 november 2008  | Mexico City      | Mexiko         | Foro Sol                         |
| 30 november 2008  | Mexico City      | Mexiko         | Foro Sol                         |
| Sydamerika        |                  |                |                                  |
| 6 december 2008   | Buenos Aires     | Argentina      | Estadio National                 |
| 10 december 2008  | Santiago         | Chile          | Morumbi Stadium                  |
| 11 december 2008  | Santiago         | Chile          | Morumbi Stadium                  |
| 14 december 2008  | Rio De Janeiro   | Brasilien      | Estádio do Maracanã              |
| 15 december 2008  | Rio De Janeiro   | Brasilien      | Estádio do Maracanã              |
| 18 december 2008  | São Paulo        | Brasilien      | Morumbi Stadium                  |
| 20 december 2008  | São Paulo        | Brasilien      | Morumbi Stadium                  |
| Europa            |                  |                |                                  |
| 4 juli 2009       | London           | Storbritannien | The O2                           |
| 5 juli 2009       | London           | Storbritannien | The O2                           |
| 7 juli 2009       | Manchester       | Storbritannien | MEN Arena                        |
| 9 juli 2009       | Paris            | Frankrike      | Palais Omnisports de Paris-Bercy |
| 11 juli 2009      | Werchter         | Belgien        | Festivalpark                     |
| 14 juli 2009      | Milano           | Italien        | San Siro                         |
| 16 juli 2009      | Udine            | Italien        | Stadio Friuli                    |
| 21 juli 2009      | Barcelona        | Spanien        | Estadi Olímpic Lluís Companys    |
| 23 juli 2009      | Madrid           | Spanien        | Estadio Vicente Calderón         |
| 25 juli 2009      | Zaragoza         | Spanien        | Recinto de la Feria de Zaragoza  |
| 28 juli 2009      | Oslo             | Norge          | Vallehovin                       |
| 30 juli 2009      | Oslo             | Norge          | Vallehovin                       |
| 2 augusti 2009    | Sankt Petersburg | Ryssland       | Palace Square                    |
| 4 augusti 2009    | Tallinn          | Estland        | Sångarfältet i Tallinn           |
| 6 augusti 2009    | Helsingfors      | Finland        | Västra hamnen                    |
| 8 augusti 2009    | Göteborg         | Sverige        | Ullevi                           |
| 9 augusti 2009    | Göteborg         | Sverige        | Ullevi                           |
| 11 augusti 2009   | Köpenhamn        | Danmark        | Parken                           |
| 13 augusti 2009   | Prag             | Tjeckien       | Chodov Natural Amphitheater      |
| 15 augusti 2009   | Warszawa         | Polen          | Bemowo Airport                   |
| 18 augusti 2009   | München          | Tyskland       | Münchens Olympiastadion          |
| 22 augusti 2009   | Budapest         | Ungern         | Kincsem Park                     |
| 24 augusti 2009   | Belgrad          | Serbien        | Ušće Park                        |
| 26 augusti 2009   | Bukarest         | Rumänien       | Parc Izvor                       |
| 29 augusti 2009   | Sofia            | Bulgarien      | Vasil Levski National Stadium    |